# Molino Abajo
Molino Abajo är en småstad i kommunen Temoaya i delstaten Mexiko i Mexiko. Samhället hade 5 119 invånare vid folkräkningen 2020. Ortens skola heter José María Morelos Escuela Primaria General. Molino Abajos lokala kyrka heter Capilla Virgen de Juquila och är belägen i västra delen av orten.